# Pest Productions
Pest Productions ist ein 2006 eröffnetes Plattenlabel aus Nanchang, Jiangxi in der Volksrepublik China, das sich auf alle Spielweisen des Black Metal spezialisiert hat.

## Geschichte
Gegründet wurde das im Sommer 2006 eröffnete Musiklabel Pest Productions in Nanchang in der chinesischen Provinz Jiangxi von Deng Zhang und Wu von Be Persecuted und gilt in der Volksrepublik China als das bekannteste Plattenlabel für Black Metal. Laut dem Decibel Magazine stehen bei dem Label Künstler aus allen möglichen Sparten des Black Metal, von primitiv rauem bis hin zu experimentellen, atmosphärischen und ambienten Black Metal, unter Vertrag.
Gründer Deng Zhang ist als Grafikdesigner und Musiker aktiv und betreibt neben Pest Productions zwei weitere Musiklabels. Wu, der Mitgründer des Labels, trat nach der Veröffentlichung einer Demo seiner Band aus Pest Productions aus, sodass Deng die Plattenfirma alleine leitete. Das erste Jahr war allerdings mit diversen Engpässen verbunden, sodass eine Schließung des Musiklabels nicht ausgeschlossen war. Dank der Hilfe befreundeter Musiker war Deng in der Lage, das Unternehmen am Laufen zu halten. Mit der Veröffentlichung des Albums Afterimage of Autumn der chinesischen Black-Metal-Band Zuriaake gelang dem Label die Herausgabe eines Meilensteins der nationalen Black-Metal-Szene.
Für Aufsehen sorgte das Signing der Blackgaze-/Post-Black-Metal-Band Ghost Bath, deren wirkliche Herkunft zu dieser Zeit unbekannt war. Da die Plattform Bandcamp einen Standort erforderte, gab der Musiker Dennis Mikula Chongqing an. Widersprüchlichkeiten führten später zu der Bekanntgabe der wirklichen Herkunft der Band in Minot im Bundesstaat North Dakota. 2014 veröffentlichte das Label deren Debütalbum Funeral. Es hieß, dass der Betreiber des Labels aus dem Vertrag mit der Gruppe aussteigen wollte, jedoch entschied dieser nach dem ersten Hören des Albums, dieses zu veröffentlichen. Der Betreiber indes verwies auf eine Person, der Pest Productions in Südamerika unterstützte. Dieser soll gefordert haben, Ghost Bath vor die Tür zu setzen. Ob der Labelbetreiber von Anfang an von der tatsächlichen Herkunft der Musiker wusste, ist nicht endgültig geklärt.
Inzwischen stehen bei Pest Productions auch etliche Gruppen aus dem europäischen und US-amerikanischen Ausland sowie diverse multinationale Metal-Bands unter Vertrag. Bekannte Gruppen, die bei Pest Productions bereits Werke veröffentlicht haben, sind Heretoir, Make a Change… Kill Yourself und Thränenkind.

## Vertrieb
Der Vertrieb von Veröffentlichungen des Labels außerhalb der Volksrepublik China wird von mehreren Musikunternehmen übernommen:
- Northern Silence Productions in Deutschland
- Les Acteurs De L’ombre in Frankreich
- Nostalgia Productions in Hongkong und Taiwan
- Zero Dimensional Records in Japan
- Twilight Records in Südamerika

## Bands

### Pest Productions
- Altus Astrum (Irland)
- Anhedonia (Schweden)
- Apocynthion (Spanien)
- Arkona (Polen)
- Astral Luminous (USA)
- Bauda (Chile)
- Black Kirin
- Chaotic Aeon
- Cerberus
- Dernier Martyr (Russland)
- Deep Mountains
- Dementia Ad Vitam (Frankreich)
- Dopamine
- Dysthymia (Island)
- Elhaz (Frankreich)
- E.D.I.E.H
- From Chaos
- Ghost Bath (USA)
- Heretoir (Deutschland)
- Heartless
- Hinsidig (Norwegen/Deutschland)
- Höstkänslor (Peru)
- The Illusion of Dawn
- In the Abyss
- The Last Days (Mexiko/Brasilien)
- Líam (Deutschland)
- Make a Change… Kill Yourself (Dänemark)
- Marunata (Frankreich)
- Means to an End (USA/Belgien)
- Midwinter
- Morose (Vereinigtes Königreich)
- Nectar
- Secretly in Pain
- Seeds of Iblis (vermutlich Irak)
- Sinisterite (UK/Finnland)
- Skeletal Augury
- Skendöd (Schweden/Island)
- Sorta Magora (Belgien/Slowakei)
- Súl Ad Astral (Neuseeland/USA)
- Thränenkind (Deutschland)
- Transylvania (Kanada)
- Vergissmeinnicht
- Yn Gizarm (英吉沙)
- Zuriaake (葬屍湖)
- Be Persecuted
- Tengger Cavalry

### Self-Destruction
- Heartless
- Secretly in Pain

### Autumn Flood
- Chaos Division
- Deep Mountains
- E.D.I.E.H
- Excruciate 666 (Frankreich)
- From Chaos
- Gol Dolan
- The Illusion of Dawn
- Morose (Vereinigtes Königreich)
- Natt (Türkei)
- Original Sin
- Songs over Ruin
- Varuna
- Yell
- Yn Gizarm (英吉沙)
- Zaliva-D

## Veröffentlichungen (Auswahl)
| Jahr | Titel                           | Künstler                     | Format      | Katalognummer     |
| ---- | ------------------------------- | ---------------------------- | ----------- | ----------------- |
| 2006 | Be Persecuted                   | Be Persecuted                | Demo-EP     | PEST-001          |
| 2007 | Afterimage of Autumn            | Zuriaake                     | Album       | PEST-004          |
| 2008 | Whispering Solitude             | Vergissmeinnicht             | Album       | PEST-009          |
| 2009 | Existenz.                       | Heretoir                     | EP          | PEST-018          |
| 2009 | Victory of the Holocaust        | Skeletal Augury              | Album       | PEST-027          |
| 2010 | Der Wanderer über dem Nebelmeer | Verschiedene Interpreten     | Kompilation | PEST-036          |
| 2010 | Wiedersehen – Unsere Hoffnung   | Heretoir, Thränenkind        | Split-EP    | PEST-024          |
| 2010 | Weathered by Time               | Means to an End              | Album       | PEST-037          |
| 2012 | Suici.De.pression               | Thy Light                    | EP          | PEST-074          |
| 2012 | Soundtrack of a Wasted Day      | Even Less                    | Album       | SAKA-002          |
| 2014 | Funeral                         | Ghost Bath                   | Album       | PEST-096          |
| 2015 | Fri                             | Make a Change… Kill Yourself | Album       | PEST-107 PEST-108 |
| 2015 | Make a Change… Kill Yourself    | Make a Change… Kill Yourself | Album       | PEST-096          |
| 2017 | 遺。白                          | Dismal                       | Album       | PEST-154          |
| 2017 | …von Leichen bewohnt            | Der Toten Lebend Schein      | EP          | PEST-157          |
| 2017 | Zeta Reticuli                   | Arkona                       | Album       | PEST-162          |
| 2017 | Inori                           | Kanashimi                    | Album       | PEST-168          |